# Bolinichthys supralateralis
Bolinichthys supralateralis är en fiskart som först beskrevs av Parr 1928.  Bolinichthys supralateralis ingår i släktet Bolinichthys och familjen prickfiskar. Inga underarter finns listade.